# Heliconema xanthophyllum
Heliconema xanthophyllum là một loài rêu trong họ Calymperaceae. Loài này được Mitt. L.T. Ellis & A. Eddy mô tả khoa học đầu tiên năm 1989.